# Светски дан без дуванског дима
Светски дан без дуванског дима (назив празника на енглеском језику је World No Tobacco Day, скраћено WNTD) одржава се сваке године 31. маја. Покренула га је Светска здравствена организација, 1987. године како би скренуле глобалну пажњу на епидемију дувана и смрт и болест коју она изазива.
Годишње обележавање овог датума укључује обавештавање јавности о опасностима употребе дувана, пословним праксама дуванских компанија, шта Светска здравствена организација (СЗО) ради у борби против употребе дувана и шта људи широм света могу да ураде да траже своја права, на здравље и здрав живот и на заштиту будућих генерација. Овај дан такође има за циљ да скрене пажњу на широку распрострањеност употребе дувана и негативне ефекте по здравље, који тренутно доводе до више од 8 милиона смртних случајева сваке године широм света, укључујући 1,2 милиона као резултат изложености непушача коришћењу дуванског дима. Овај дан је наишао на ентузијазам и отпор широм света од стране влада, јавних здравствених организација, пушача, узгајивача и дуванске индустрије.

## Активности
Светски дан без дуванског дима је повод за активности и саопштења здравствених организација и иницијатива. Осим захтева за правну заштиту пушача на дневном је реду и учествовање појединаца и институција у акцијама за заштиту непушача: лепе се плакате на разне јавне објекте, установе или у просторије и организују се расправе. Акценат је стављен на мотивисање активних пушача да престану пушити.

## Историјат обиљежавања Дана и значај
Светски дан без дуванског дима је једна од 11 званичних глобалних кампања глобалног здравља које обележава Светска здравствена организација, уз Светски дан здравља, Светски дан давалаца крви, Светску недељу имунизације, Међународни дан борбе против туберкулозе, Светски дан маларије, Светски дан хепатитиса, Светски дан Шагасове болести, Светску безбедност пацијената, Светска недеља антимикробне свести и Светски дан борбе против сиде.

### Временска линија
- Године 1987, Светска здравствена скупштина Светске здравствене организације усвојила је Резолуцију WHA40.38, позивајући се да 7. априла 1988. године буде „светски дан непушења“. Циљ дана је био да се подстакне корисници дувана широм света да се уздрже од употребе дуванских производа 24 сата, акција за коју су се надали да ће пружити помоћ онима који покушавају да одустану.[5]
- Године 1988., Резолуцију WHA42.19 усвојила је Светска здравствена скупштина, којом се позива на обележавање Светског дана без дувана, сваке године 31. маја. Од тада, Светска здравствена организација подржава Светски дан без дувана сваке године, повезујући сваку годину са другом темом у вези са дуваном.[6]
- Године 1998., Светска здравствена скупштина је успоставила Иницијативу без дувана (на енглеском језику Tobacco Free Initiative, скраћено TFI), покушај да се усредсреде међународни ресурси и пажња на глобално здравствено питање дувана. Иницијатива пружа помоћ за креирање глобалне политике јавног здравља, подстиче мобилизацију између друштава и подржава Оквирну конвенцију Светске здравствене скупштина о контроли дувана (назив на енглеском језику World Health Organization Framework Convention on Tobacco Control скраћено FCTC).[7] Овај документ је глобални уговор о јавном здрављу који су земље широм света усвојиле 2003. године као споразум за спровођење политика које раде на престанку пушења.
- Године 2008., уочи Светског дана без дувана (на енглеском језику World No Tobacco Day), Светска здравствена организација је позвала на светску забрану рекламирања, промоције и спонзорства дувана. Тема тог дана била је „Млади без дувана“ (на енглеском језику Tobacco-free youth); стога је ова иницијатива била посебно усмерена на рекламне напоре усмерене на младе. Према Светској здравственој оранизацији, дуванска индустрија мора да замени старије пушаче који престају или умиру млађим потрошачима. Због тога се маркетиншке стратегије обично примећују на местима која ће привући младе као што су филмови, интернет, билборди и часописи. Студије су показале да што су млади више изложени рекламирању дувана, већа је вероватноћа да ће пушити.[8]
- Светски дан без дуванског дима је 2015. године истакао здравствене ризике повезане са употребом дувана и заложио се за ефикасне политике за смањење потрошње дувана, укључујући окончање нелегалне трговине дуванским производима.[9]
- У 2017. години фокус је био „Претња развоју“ (на енглеском језику A threat to development). Кампања има за циљ да покаже претње које дуванска индустрија представља по одрживи развој, укључујући здравље и економско добробит грађана у свим земљама.[10]
- У 2018. години фокус је био „Дуван ломи срца: изаберите здравље, а не дуван“ (на енглеском језику Tobacco breaks hearts: choose health, not tobacco). #NoTobacco[11]
- У 2019. години фокус је био на „Дуван и здравље плућа“ (на енглеском језику Tobacco and lung health).[12]
- У 2020. години фокус је био на „Тактици дувана и сродне индустрије за привлачење млађих генерација“ (на енглеском језику Tobacco and related industry tactics to attract younger generations).[13]
- У 2021. години фокус је био „Посвећени одустајању“ (на енглеском језику Commit to quit).[14][15]
- Године 2022 фокус је био „Дуван: претња нашој животној средини“ (на енглеском језику Tobacco: Threat to our environment).[16]
- У 2023. години фокус је био „Гаји храну, а не дуван“ (на енглеском језику Grow food, not tobacco).[17]
- У 2024. године фокус је „Заштита деце од мешања дуванске индустрије“ (на енглеском језику Protecting children from tobacco industry interference).[18]

### Теме
Сваке године Светска здравствена организација бира тему дана како би створила јединственију глобалну поруку за Светски дан без дуванског дима. Ова тема тада постаје централна компонента дневног реда Светске здравствене организације у вези са дуваном за следећу годину. Светска здравствена организација надгледа креирање и дистрибуцију рекламних материјала у вези са овом темом, укључујући брошуре, флајере, постере, веб странице и саопштења за штампу. Видео снимци су направљени као део кампање подизања свести о Светском дану без дуванског дима 2008. године на тему „Млади без дувана“ и објављени на Јутјубу, а подкасти су први пут коришћени 2009. године.
У многим својим темама за Светски дан без дуванског дима и сродним рекламним материјалима, Светска здравствена организација наглашава идеју „истине“. Наслови тема као што су „Дуван убија, немој да те преваре“ (2000) и „Дуван: смртоносан у било ком облику или маски“ (2006) указују на уверење Светска здравствена организација да појединци могу бити заведени или збуњени у вези са правом природом дувана; образложење за теме Светског дана без дуванског дима из 2000. и 2008. године идентификује маркетиншке стратегије и „илузије“ које ствара дуванска индустрија као примарни извор ове конфузије. Материјали за Светски дан без дуванског дима Светска здравствена организација представљају алтернативно разумевање „чињеница“ гледано из глобалне перспективе јавног здравља. Промиџбени материјали за Светски дан без дуванског дима пружају „званично“ тумачење најновијих истраживања и статистике у вези са дуваном и пружају заједничку основу за формулисање аргумената против дувана широм света. Теме Светског дана без дувана биле су „Дуван – претња развоју“ (2017.),, "Дуван ломи срца" (2018), „Учините сваки дан Светски дан без дувана“ (2019), „Откривен дуван: Тајна је откривена“ (2020), и „Посветите се престанку“ (2021). „Дуван: претња нашој околини“ (2022), „Треба нам храна, а не дуван“ (2023).

### Координација догађаја
Светска здравствена организација служи као централно средиште за подстицање комуникације и координацију догађаја Светски дан без дуванског дима широм света. Веб страница Светска здравствена организација пружа место групама да деле вести о својим активностима, а организација објављује ове информације онлајн по земљама.

### Награде
Од 1988. године, Светска здравствена организација је доделила једну или више награда организацијама или појединцима који су дали изузетан допринос смањењу потрошње дувана. Награде Светског дана без дуванског дима додељују се појединцима из шест различитих светских региона (Африка, Америка, Источни Медитеран, Европа, Југоисточна Азија и Западни Пацифик), а специјалне награде генералног директора и сертификати признања се додељују појединцима из било ког региона.

## Глобално поштовање
Групе широм света – од локалних клубова преко градских већа до националних влада – подстичу Светску здравствену организацију да сваке године организују догађаје како би помогли заједницама да прославе Светски дан без дувана на свој начин на локалном нивоу. Претходни догађаји су укључивали кампање писања писама владиним званичницима и локалним новинама, маршеве, јавне дебате, локалне и националне кампање јавности, састанке активиста против пушења, образовне програме и јавну уметност.
Поред тога, многе владе користе Светски дан без дувана као почетни датум за спровођење нових забрана пушења и напора за контролу дувана. На пример, 31. маја 2008. године ступио је на снагу део Закона о слободном пушењу у Онтарију којим се забрањују „зидови снаге“ дувана и изложбе у продавницама у овој канадској провинцији, а све болнице и владине канцеларије у Аустралији постале су забрањене за пушење 31. маја 2010. године.
Овај дан је такође коришћен као одскочна даска за дискусију о тренутном и будућем стању земље у погледу дувана — на пример у Индији која, са 275 милиона корисника дувана, има један од највиших нивоа потрошње дувана у свету. Влада Индије је такође покренула телефонску линију за одвикавање од пушења како би помогла у сузбијању широко распрострањене зависности у земљи.

## Отпор
За неке, Светски дан без дуванског дима се види као изазов индивидуалној слободи избора или чак културно прихватљив облик дискриминације. Од игнорисања Светског дана без дуванског дима, преко учешћа у протестима или актима пркоса, до заказивања дана додатним рундама про-дуванских реклама и догађаја, пушачи, узгајивачи дувана и дуванска индустрија су пронашли начине да се њихово мишљење чује.

### Одговор пушача
Није било сталних или распрострањених напора да се организују догађаји против Светског дана без дуванског дима од стране пушача. Међутим, неке мале групе, посебно у Сједињеним Америчким Државама, организовале су локалне догађаје за пушење. На пример, Oregon Commentator, независни конзервативни часопис мишљења објављен на Универзитету у Орегону, угостио је „''Great American Smokeout''“ у кампусу као супротност локално распрострањеном Great American Smokeout: „Као одговор на све- повећавајући оцрњивање пушача у кампусу, коментатор из Орегона представља Great American Smokeout као прилику да се студенти удруже и уживају у задовољствима финих дуванских производа“. Слично, „Американци за слободу избора“, група у Хонолулуу, на Хавајима, организовала је „Светски дан пркоса“ (на енглеском језику World Defiance Day) као одговор на Светски дан без дуванског дима и забрану пушења у ресторанима у целој држави на Хавајима.

### Одговор дуванске индустрије
Историјски гледано, у Америци је дуванска индустрија финансирала државне иницијативе које обезбеђују ресурсе за помоћ пушачима да престану да пуше у складу са Главним споразумом о поравнању (на енглеском језику Tobacco Master Settlement Agreement) који регулише влада САД. На пример, Philip Morris USA има веб локацију која служи као водич за оне који одлуче да оставе пушење.
Светски дан без дуванског дима нису изазвали позитиван глас дуванске индустрије. На пример, меморандум који је јавно доступан преко веб-сајта Tobacco Archives послат је руководиоцима компаније R. J. Reynolds Tobacco Company у припреми за трећи годишњи Светски дан без дуванског дима, који је имао тему „Детињство и младост без дувана“. Меморандум укључује упозорење о предстојећем дану, документ који објашњава аргументе које предвиђају Светска здравствена организација и објашњење како компанија треба да одговори на ове тврдње. На пример, као одговор на очекивани аргумент да њихове рекламе циљају на децу, одговор компаније укључује аргументе који тврде да су њихове рекламе усмерене на одрасле користећи моделе за одрасле, и да рекламама недостаје моћ да утичу на то шта ће људи заиста купити. У Уганди, пошто је Светски дан без дуванског дима један дан када су медији обавезни да објављују питања контроле дувана, компанија British American Tobacco company користи предвечерје дана за администрирање контра-јавности. У 2001. години њихова стратегија је укључивала догађаје као што је посета председника Међународног удружења узгајивача дувана (на енглеском језику International Tobacco Growers Association).
Неке велике фармацеутске компаније јавно подржавају Светски дан без дуванског дима. На пример, ''Pfizer'' је био велики спонзор многих догађаја Светског дана без дуванског дима у Уједињеним Арапским Емиратима 2008. године. У то време, ''Pfizer'' се припремио да пусти свој лек Chantix (''Vareniklin'') на тржишту Блиског истока. Лек је „дизајниран да активира никотинске рецепторе како би се смањила и значајност жудње пушача и праћење одвикавања од никотина“.

### Одговор узгајивача дувана
Многи узгајивачи дувана сматрају да напори организација као што је Светска здравствена организација у борби против дувана угрожавају њихова права. На пример, Међународна асоцијација узгајивача дувана (на енглеском језику International Tobacco Growers Association, скраћено ITGA) тврди да сиромашни фармери у Африци могу трпети последице ако покрети Светске здравствене организације против дувана успеју. Они такође тврде да ови напори могу да се удруже на произвођаче дувана и да буду напад на индустрију, што наноси штету узгајивачима.

### Потенцијал за противљење заједнице аутохтоног становништва земаља Северне Америке
Како су неке традиције и церемоније бројних култура и етничких група Индијанаца у Сједињеним Америчким Државама и Првих народа у Северној Америци засноване на дувану још од претколумбијске ере, може постојати одређени потенцијал за ненамерно укидање таквих традиција од стране власти које желе да елиминисати дуван из употребе широм света – традиције незапаљиве употребе дувана за неке облике домородачких америчких церемонијалних сврха почеле су да се користе за престанак употребе цигарета међу домородачким припадницима племена, док су се чланови Оглала Лакота борили да задрже важне историјске племенске артефакте који се користе за традиционалну улогу дувана у традицијама њихове етничке припадности, како би спречили њихову илегалну продају. Могуће је да је истраживање Health Canada из 2015. године у вези са будућим законима о контроли дувана у Канади, са одељком у којем се траже савети од аутохтоних народа у Канади, показало потенцијал забринутости у вези са таквим питањима.